# Франк Французского Камеруна
Франк Французского Камеруна (фр. Franc) — денежные знаки во франках (сначала французских, затем франках КФА), выпускавшиеся в 1922—1948 годах для французской подмандатной (с 1946 года — подопечной) территории Камерун. Официально не назывались «франком Французского Камеруна», однако обращались только на его территории.

## История
В 1884 году был образован германский Протекторат Камерун. В обращении использовалась германская марка (кроме практически не обращавшихся монет в 20 пфеннигов и 5 марок), талер Марии-Терезии (преимущественно — в северной части протектората) и европейские монеты (преимущественно — британские и французские). Использовалось соотношение: фунт стерлингов = 20 марок, 20 французских франков = 16 марок. С началом Первой мировой войны, в 1914 году, были выпущены казначейские билеты (нем. Schatzscheine) правительства протектората в 5, 50 и 100 марок (марка Камеруна).
В 1916 году протекторат был оккупирован французскими и британскими войсками. В 1922 году его территория была разделена на две части, мандаты Лиги наций на управление которыми получили Великобритания и Франция. На территории французского мандата в обращении использовался французский франк, британского мандата — западноафриканский фунт.
В 1922 году были выпущены бумажные денежные знаки Территории Камерун в 50 сантимов и 1 франк. В 1924—1926 годах Парижский монетный двор чеканил монеты подмандатной территории в 50 сантимов, 1 и 2 франка.
В 1940 году Французский Камерун перешёл под контроль Свободной Франции. В 1943 году Южно-Африканский монетный двор чеканил монеты в 1 франк для Французского Камеруна, на которых была изображена символика Свободной Франции — галльский петух и лотарингский крест.
Декретом французского правительства от 26 декабря 1945 года в качестве денежной единицы французских владений в Западной и Экваториальной Африке введён франк КФА (colonies françaises d’Afrique — французских колоний в Африке). Декрет распространялся и на Французский Камерун. Банкноты выпускала Центральная касса Заморской Франции. В 1948 году Парижским монетным двором выпущены алюминиевые монеты в 1 и 2 франка — последние денежные знаки, на которых было указано название подмандатной территории.
С 1955 года эмиссия осуществлялась Эмиссионным институтом Французской Экваториальной Африки и Камеруна, а в 1959 году был создан Центральный банк государств Экваториальной Африки и Камеруна.
В 1960 году провозглашена независимость французской подопечной территории, образована Республика Камерун, к которой в 1961 году была присоединена часть бывшей британской подопечной территории Камерун.